# پنتافلوئورواتان
پنتافلوئورواتان (به انگلیسی: Pentafluoroethane) با فرمول شیمیایی C۲HF۵ یک ترکیب شیمیایی با شناسه پاب‌کم ۹۶۳۳ است. که جرم مولی آن ۱۲۰٫۰۲ g/mol می‌باشد. شکل ظاهری این ترکیب، گاز بی‌رنگ است.